# Boeing 737 Classic
Le Boeing 737 Classic est le nom donné aux versions -300/-400/-500 de l'avion de ligne Boeing 737 ; c'est la deuxième génération de l'avion, faisant suite aux modèles -100/-200 qui sont produits à partir de 1966. Les 737 Classic sont des avions de ligne à réaction court et moyen-courriers répartis en trois versions et produits par Boeing Commercial Airplanes entre 1984 et 2000 ; leur capacité varie entre 145 et 188 passagers et leur autonomie s'étend de 3 800 à 4 400 km. Plusieurs modifications sont introduites sur cette nouvelle version, dont des turboréacteurs CFM International CFM56 à taux de dilution élevé, une avionique améliorée et une capacité accrue (sur les versions -300 et -400).
Le premier modèle de la série Classic le 737-300, entre en service en 1984, suivi par le 737-400, rallongé, en 1988 ; par la suite, le 737-500, la plus petite version du 737 Classic fait ses débuts en 1990. Au total, 1 988 appareils sont commandés et livrés. À l'origine, le Classic est introduit comme la nouvelle génération du 737 ; toutefois, après l'arrivée du 737 Next Generation (génération suivante) au milieu des années 1990, il est officiellement désigné comme le 737 Classic.

## Historique

### Contexte historique

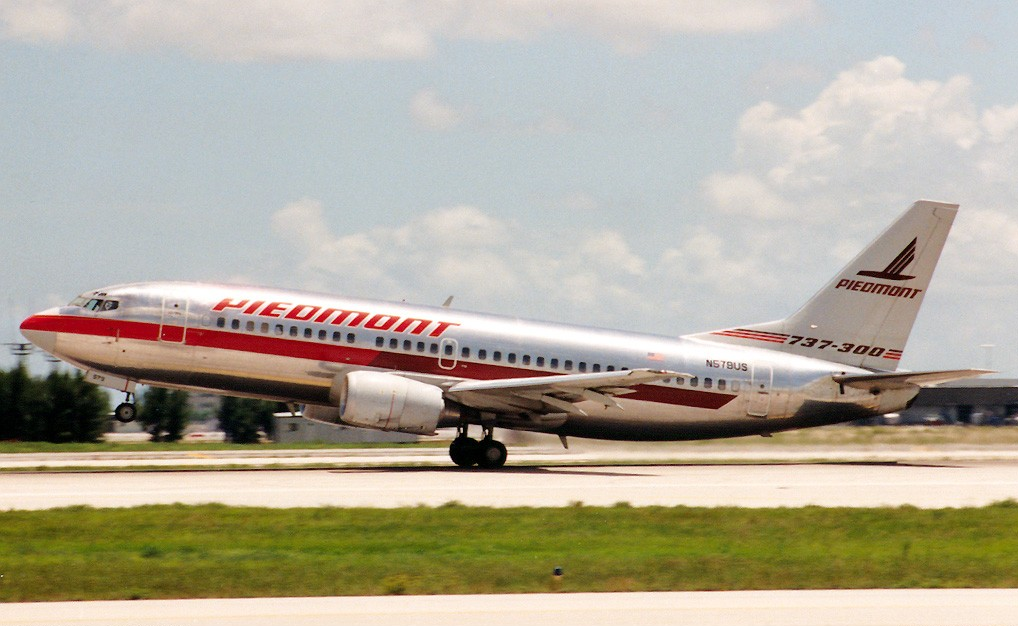
Un 737-300 aux couleurs de Piedmont Airlines, l'un des premiers clients de l'avion. Des marquages spéciaux identifient la version.

Après le succès rencontré par son Boeing 737-200 Advanced (avancé), Boeing souhaite augmenter sa capacité et sa distance franchissable, introduire des améliorations et moderniser l'avion, tout en gardant une similitude avec les versions précédentes du 737. Le développement commence en 1979 et,  l'année suivante, les caractéristiques préliminaires de l'avion sont rendues publiques lors du salon de Farnborough. Cette nouvelle série doit être équipée de turboréacteurs CFM56 à double flux, moins bruyants et moins gourmands en carburant que ceux qui équipent les premiers 737. En raison du plus grand diamètre de ces réacteurs, maintenir une garde au sol acceptable est un véritable défi pour les ingénieurs ; Boeing et CFM International résolvent le problème en plaçant le moteur en avant de l'aile, plutôt qu'en dessous, et en déplaçant les accessoires moteurs sur les côtés de la nacelle plutôt que sur le dessous, ce qui donne à l'entrée d'air une forme non-circulaire.
La voilure intègre plusieurs modifications pour la rendre plus aérodynamique ; les saumons sont allongés de 23 cm et les becs de bord d'attaque et volets de bord de fuite sont ajustés. Pour le cockpit, un système d'instruments électronique est proposé en option et la cabine des passagers reçoit les améliorations similaires à celles du 757.

### Développement
En mars 1981, USAir et Southwest Airlines commandent chacune dix appareils de la version 737-300, avec une option pour 20 appareils supplémentaires. Le modèle, première version du 737 Classic,  effectue son premier vol en février 1984 et entre en service en décembre de la même année avec Southwest Airlines. Un modèle rallongé, le 737-400, est lancé avec une commande de 25 avions avec 30 options par Piedmont Airlines en juin 1986. Le premier vol a lieu en février 1988 et l'entrée en service intervient plus tard dans l'année avec Piedmont Airlines. La première commande pour la dernière version, le 737-500, arrive en mai 1987 lorsque Southwest Airlines signe un contrat pour 30 avions ; le 737-500 est destiné à remplacer le 737-200 dont il conserve les dimensions et la capacité ; sa distance franchissable est la plus élevée de tous les 737 Classic. Il prend l'air pour la première fois en juin 1989 et Southwest Airlines le met en service en 1990.

### Motorisation

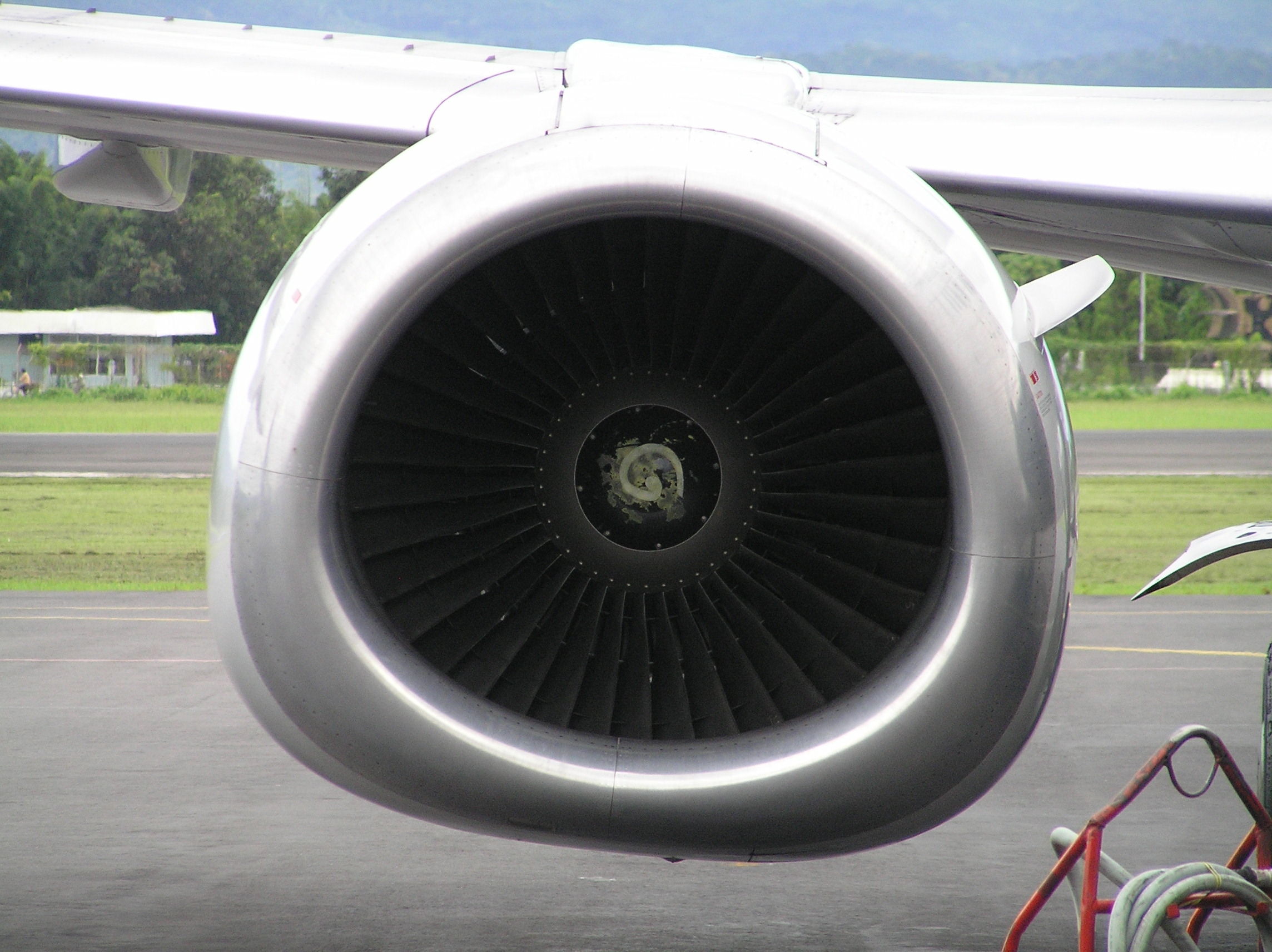
Entrée d'air d'un CFM56-3 sur un Boeing 737-400, de forme non-circulaire.

Pour motoriser le 737-300, Boeing choisit d'utiliser le CFM56-3 à double flux. Toutefois, par rapport aux autres avions équipés de ce moteur, le 737 a une garde au sol inférieure, ce qui requiert plusieurs modifications du moteur. Le diamètre de la soufflante est réduit, ce qui diminue le taux de dilution, et les accessoires moteurs sont placés sur les côtés des moteurs donnant à la nacelle sa forme non circulaire, plate en dessous, souvent surnommée « abajoue de hamster ». Les CFM56 du 737 Classic développent une poussée inférieure à celles des autres CFM56, passant de 107 à 89 kN, ce qui est principalement dû à la diminution du taux de dilution.

### Développements ultérieurs
Au cours des années 1980, le 737 Classic obtient un grand nombre de commandes des compagnies aériennes américaines et européennes ; il se vend mieux que les 737 précédents. La version la plus réussie est de loin le 737-300, dont les livraisons totalisent 1 113 appareils ; les 737-400 et 757-500 sont vendus respectivement à 486 et 389 exemplaires. Les principaux opérateurs sont les compagnies américaines, les petites compagnies nationales et les transporteurs charters. Dans les années 1990, l'achat d'Airbus A320 par United Airlines, client habituel de Boeing, incite l'avionneur à développer une version améliorée du 737-400, agrandie, modernisée, plus économique et avec une nouvelle voilure, qui devient le 737-800 Next Generation (génération suivante) et plusieurs autres versions seront développées. La production du 737 Classic continue en parallèle à celle du 737 Next Generation pendant quelques années ; la construction du premier 737 Next Generation, un 737-700, est achevée en décembre 1996 et celle du dernier 737 Classic se termine en février 2000.

### Modifications
Six anciens 737-300 de Southwest Airlines sont modifiés par le Coulson Group, basé en Colombie-Britannique, pour servir d'avions de lutte anti-incendie ; les transformations sont subventionnées par un prêt de 3,4 millions de dollars canadiens de la part du gouvernement canadien. Le 737 Fireliner peut emporter 15 m3 et peut larguer 11 m3 par seconde ; il conserve 66 sièges. Le premier est achevé en 2018 et est déployé en Australie.

## Versions

### 737-300

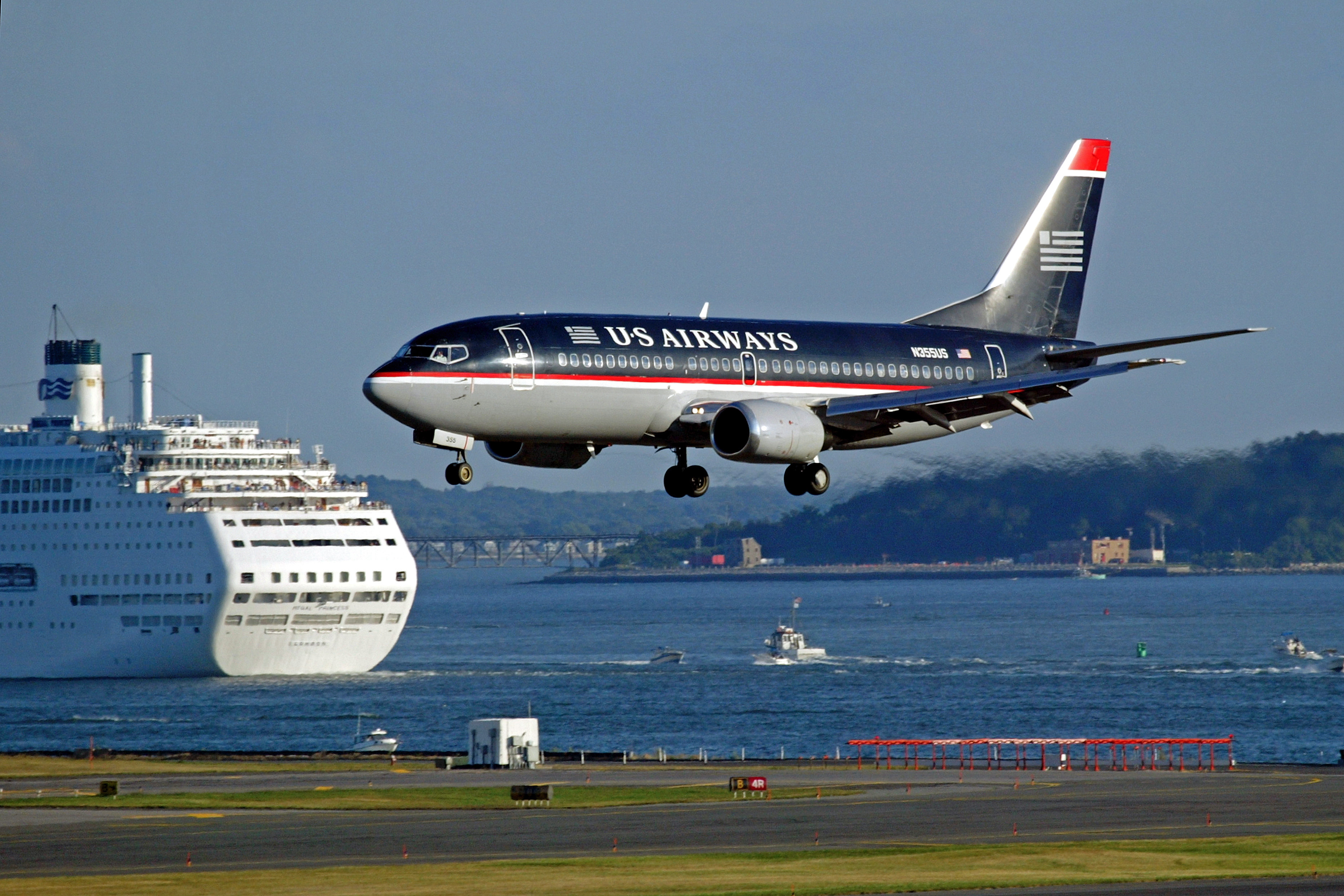
Un 737-300 d'US Airways à l'atterrissage.

Le prototype du 737-300 sort d'usine le 17 janvier 1984 et effectue son premier vol le 24 février. La certification est obtenue le 14 novembre et USAir reçoit son premier appareil le 28. L'avion se vend bien : pour la seule année 1985, Boeing reçoit 252 commandes (dont huit seront annulées) ; au total, le 737-300 est construit à plus de 1 000 exemplaires. Il est produit jusqu'en 1999 et le dernier appareil, immatriculé ZK-NGJ, est livré à Air New Zealand le 17 décembre.
En décembre 2008, Southwest Airlines demande à Boeing de moderniser ses 737-300 avec de nouveaux instruments et systèmes embarqués, équivalents à ceux du nouveau 737-700, permettant ainsi de répondre aux exigences de la navigation basée sur la performance ; toutefois, la commande est ultérieurement annulée et les modernisations n'ont pas lieu. Le 737-300 peut recevoir des winglets, conçus par Aviation Partners et Boeing ; les 737-300 modifiés avec les winglets reçoivent la désignation -300SP (Special Performance). Par ailleurs, plusieurs avions vieillissants ont été convertis pour le transport de fret. Le 737-300 est remplacé par le 737-700 de la famille Next Generation.

### 737-400

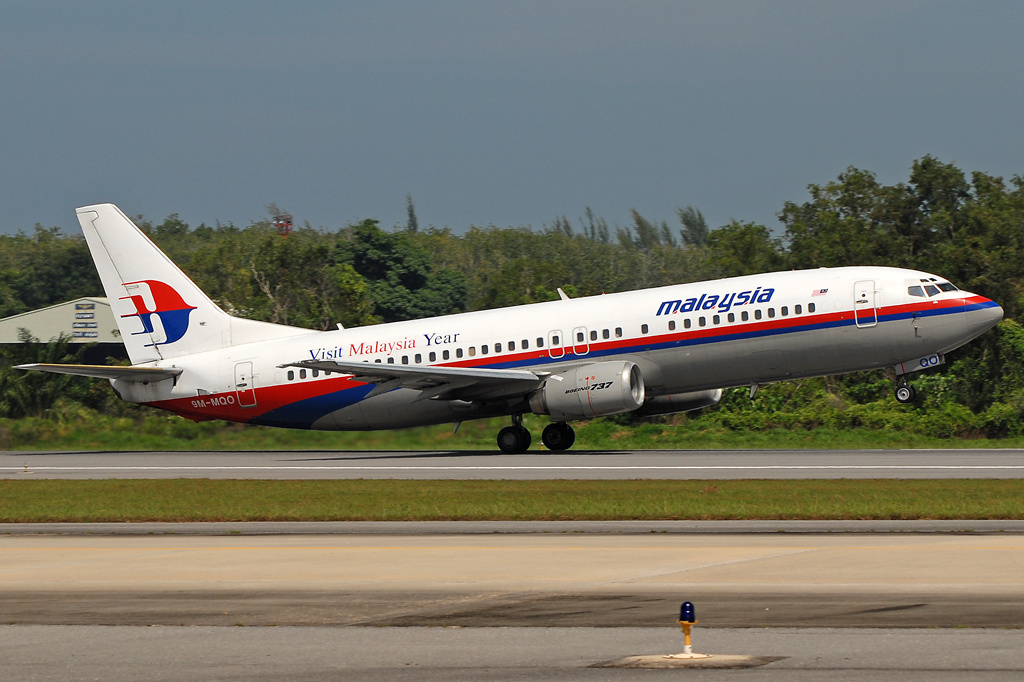
Un 737-400 aux couleurs de Malaysia Airlines.

Le 737-400 est lancé en 1985 afin de combler le vide qui existe entre le 737-300, de moins grande capacité, et le 757-200, plus grand ; de plus, cette version doit concurrencer à la fois l'Airbus A320 et le McDonnell Douglas MD-80. Par rapport au 737-300, le -400 est rallongé de 3,45 m et peut emporter un maximum de 188 passagers. Pour supporter l'augmentation de la masse, les longerons de la voilure sont renforcés et, pour protéger le revêtement du fuselage en cas de tailstrike lors du décollage, l'avion dispose d'un patin de queue. La sortie d'usine du premier exemplaire a lieu le 26 janvier 1988 et cet appareil vole pour la première fois le 19 février. Le 737-400 entre en service le 15 septembre avec Piedmont Airlines, qui a commandé 25 appareils de ce type.
Certains 737-400 sont convertis pour le transport de fret sous l'appellation 737-400F et Alaska Airlines est la première compagnie à faire réaliser la conversion, afin de pouvoir emporter dix palettes. Cinq autres appareils de la compagnie sont convertis en avions combis, pour transporter à la fois du fret et des passagers ; ils sont remplacés par des 737-700F et retirés en 2017.
Le dernier 737-400 (MSN 28478, L/N 3132), immatriculé OK-FGS, est le tout dernier appareil de la série Classic à être construit ; il est livré à CSA Czech Airlines le 25 février 2000. Dans la famille Next Generation, le 737-400 est remplacé par le 737-800.

### 737-500
La série -500 est proposée, en raison de la demande des clients, comme un remplaçant direct du 737-200 incorporant les améliorations du 737 Classic, qui lui offrent une plus grande distance franchissable avec moins de passagers que le 737-300 et le rendent plus économique. Par rapport au 737-200, le fuselage est allongé de 47 cm et l'avion peut emporter jusqu'à 140 passagers. Le cockpit est disponible avec, soit des instruments mécaniques traditionnels, soit une planche de bord tout écran. L'utilisation de moteurs CFM56-3 rend l'avion 25 % plus économique que les anciens 737-200, à moteurs Pratt & Whitney JT8D.
Le 737-500 est lancé en 1987 et Southwest Airlines en est le premier client avec une commande de 20 appareils. Le premier vol a lieu le 30 juin 1989 ; un seul prototype effectue 375 heures de vol en vue de la certification et, le 28 février 1990, Southwest Airlines reçoit son premier 737-500. Le modèle devient le favori de quelques compagnies aériennes russes comme Nordavia, Rossiya Airlines, S7 Airlines, Sky Express, Transaero, UTair et Yamal Airlines qui achètent des avions de seconde-main pour développer leurs flottes ou remplacer leurs appareils datant de l'Union soviétique. En Amérique du Sud, Aerolíneas Argentinas remplace ses 737-200 avec des 737-500 d'occasion. Le 737-500 est remplacé par le 737-600 dans la famille Next Generation ; ce dernier se vendra toutefois moins que l'avion qu'il remplace avec seulement 69 livraisons contre 389 pour le 737-500.

## Opérateurs et commandes

### Utilisateurs
En juillet 2018, 738 Boeing 737 Classic sont en service dans les compagnies aériennes. Ils sont répartis en 309 737-300, 273 737-400 et 156 737-500.

### Commandes et livraisons
| Année           | 1981 | 1982 | 1983 | 1984 | 1985 | 1986 | 1987 | 1988 | 1989 | 1990 | 1991 | 1992 | 1993 | 1994 | 1995 | 1996 | 1997 | 1998 | 1999 | Total |
| --------------- | ---- | ---- | ---- | ---- | ---- | ---- | ---- | ---- | ---- | ---- | ---- | ---- | ---- | ---- | ---- | ---- | ---- | ---- | ---- | ----- |
| 737-300         | 20   | 6    | 20   | 109  | 244  | 126  | 87   | 89   | 56   | 59   | 28   | 65   | 29   | 32   | 22   | 61   | 51   | 8    | 1    | 1 113 |
| 737-400         | -    | -    | -    | -    | -    | 72   | 24   | 149  | 52   | 36   | 33   | 25   | 7    | 3    | 15   | 41   | 23   | 4    | 2    | 486   |
| 737-500         | -    | -    | -    | -    | -    | -    | 55   | 74   | 133  | 16   | 9    | 24   | 2    | 4    | 10   | 53   | 5    | 2    | 2    | 389   |
| Total par année | 20   | 6    | 20   | 109  | 244  | 198  | 166  | 312  | 241  | 111  | 70   | 114  | 38   | 39   | 47   | 155  | 79   | 14   | 5    | 1 988 |

Données de Boeing, novembre 2018,

## Accidents et incidents
Jusqu'en décembre 2017, 62 Boeing 737 Classic ont été détruits dans des accidents ayant causé la mort de 1 176 personnes. Une analyse de Boeing sur les accidents d'avions sur la période de 1959 à 2013 montre que la série Classic a une moyenne de 0,54 avion perdu par million de vols, contre 0,27 pour les 737 Next Generation et 1,75 pour les modèles -100 et -200.
Le 9 janvier 2021, un Boeing 737-500 de la compagnie aérienne du Vol Sriwijaya Air 182 de la Sriwijaya Air disparaît des radars peu après son décollage de l’aéroport International de Jakarta. L’appareil transportait 50 passagers et 12 membres d’équipage. Il se serait abîmé en mer de Java peu après 14 h 40 heure locale. L’appareil se dirigeait vers l’aéroport de Pontianak et il s’agissait d’un vol d’une durée prévue de 90 minutes.

## Appareils exposés

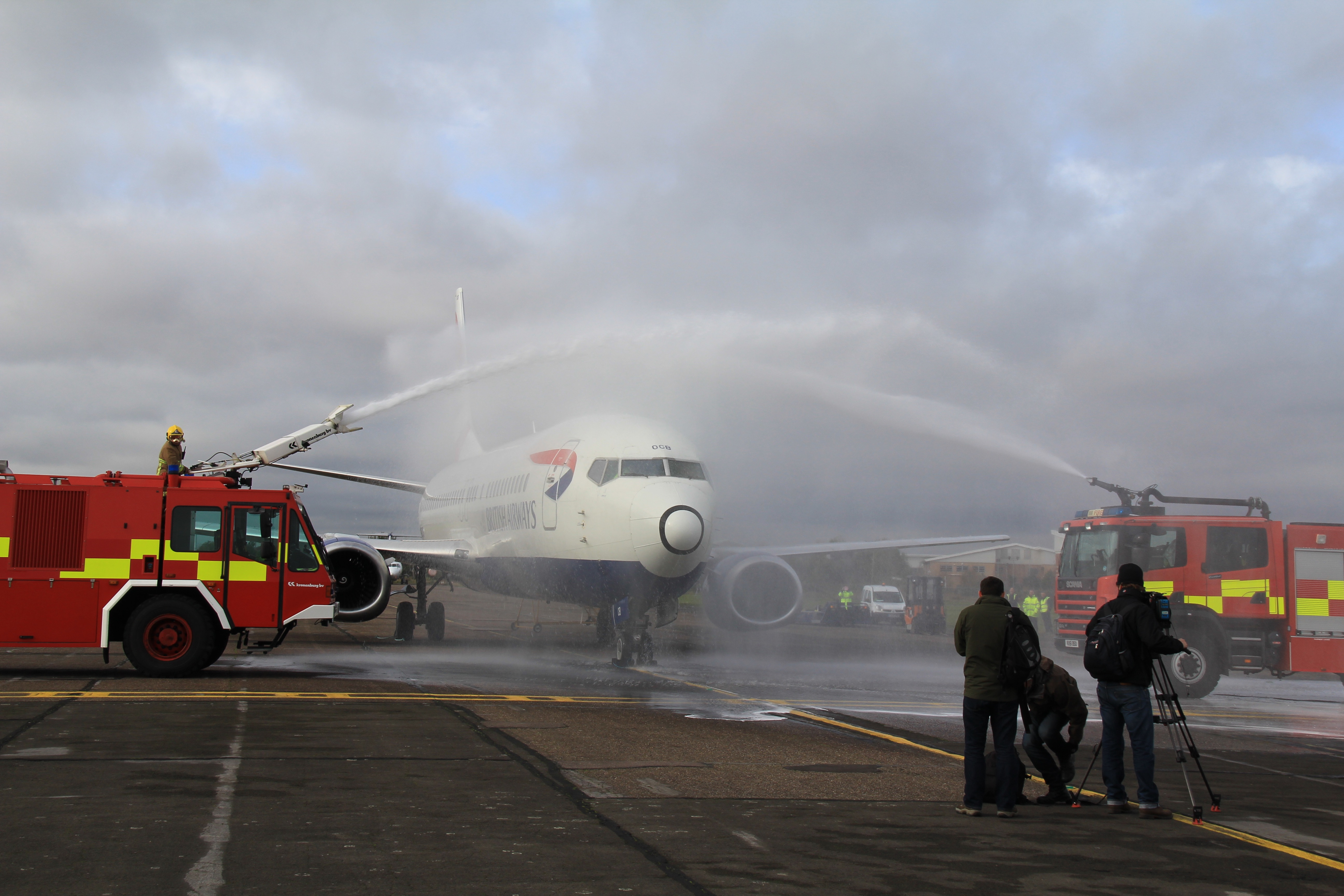
Le Boeing 737-400 G-DOCB, auparavant utilisé par British Airways, reçoit un salut arrosé après son atterrissage sur l'aérodrome de l'université de Cranfield où il est préservé.

- Un ancien 737-300 de China Southern Airlines, auparavant immatriculé B-2921, est exposé au Pima Air and Space Museum, à Tucson, en Arizona ; il porte l'immatriculation N759BA[17],[18].
- Le premier 737-300 livré à Southwest Airlines, en novembre 1984, et immatriculé N300SW est exposé au Frontiers of Flight Museum at Love Field, à Dallas, au Texas[19].
- Un ancien 737-400 de British Airways, immatriculé G-DOCB se trouve sur l'aérodrome de l'université de Cranfield, au Royaume-Uni, et est utilisé comme cellule d'instruction au sol[20].

## Caractéristiques
| Variant                         | 737-300                                                                           | 737-400                                                                           | 737-500                                                                           |
| ------------------------------- | --------------------------------------------------------------------------------- | --------------------------------------------------------------------------------- | --------------------------------------------------------------------------------- |
| Équipage du cockpit             | 2                                                                                 | 2                                                                                 | 2                                                                                 |
| Passagers                       | Deux classes : 126 Classe unique : 140 à 149 Maximum : 149                        | Deux classes : 147 Classe unique : 159 à 168 Maximum : 188                        | Deux classes : 110 Classe unique : 122 à 132 Maximum : 145                        |
| Largeur des sièges              | rangée de 6 : 43,2 cm ; rangée de 5 : 48,3 cm ; rangée de 4 : 53,3 cm             | rangée de 6 : 43,2 cm ; rangée de 5 : 48,3 cm ; rangée de 4 : 53,3 cm             | rangée de 6 : 43,2 cm ; rangée de 5 : 48,3 cm ; rangée de 4 : 53,3 cm             |
| Longueur totale                 | 33,4 m                                                                            | 36,4 m                                                                            | 31 m                                                                              |
| Voilure                         | Envergure : 28,9 m, surface : 91,04 m2, angle de flèche : 25°, allongement : 9,17 | Envergure : 28,9 m, surface : 91,04 m2, angle de flèche : 25°, allongement : 9,17 | Envergure : 28,9 m, surface : 91,04 m2, angle de flèche : 25°, allongement : 9,17 |
| Hauteur                         | Totale : 11,1 m, cabine : 213,9 cm                                                | Totale : 11,1 m, cabine : 213,9 cm                                                | Totale : 11,1 m, cabine : 213,9 cm                                                |
| Largeur du fuselage             | 3,76 m                                                                            | 3,76 m                                                                            | 3,76 m                                                                            |
| Masse maximale au décollage     | 62820 kg                                                                          | 68040 kg                                                                          | 60550 kg                                                                          |
| Masse maximale à l'atterrissage | 52880 kg                                                                          | 56240 kg                                                                          | 49890 kg                                                                          |
| Masse maximale zéro-carburant   | 49710 kg                                                                          | 53070 kg                                                                          | 46720 kg                                                                          |
| Masse à vide                    | 32820 kg                                                                          | 34820 kg                                                                          | 31950 kg                                                                          |
| Capacité en carburant           | 20,100L                                                                           | 20,100L                                                                           | 20,100L                                                                           |
| Capacité cargo                  | 30,2m³                                                                            | 38,9m³                                                                            | 23,3m³                                                                            |
| Distance de décollage           | 1940 m                                                                            | 2540 m                                                                            | 1830 m                                                                            |
| Plafond opérationnel            | 11300m (37000pi)                                                                  | 11300m (37000pi)                                                                  | 11300m (37000pi)                                                                  |
| Vitesse                         | Maximale : 876 km/h (Mach 0,82) ; croisière : 796 km/h (Mach 0;745)               | Maximale : 876 km/h (Mach 0,82) ; croisière : 796 km/h (Mach 0;745)               | Maximale : 876 km/h (Mach 0,82) ; croisière : 796 km/h (Mach 0;745)               |
| Distance franchissable          | 4180 km                                                                           | 3820 km                                                                           | 4400 km                                                                           |
| Moteurs x2                      | CFM International CFM56-3C-1                                                      | CFM International CFM56-3C-1                                                      | CFM International CFM56-3C-1                                                      |
| Poussée unitaire                | 98 kN                                                                             | 105 kN                                                                            | 89 kN                                                                             |
| Type OACI                       | B733                                                                              | B734                                                                              | B735                                                                              |